# Alter Friedhof (Lindau)

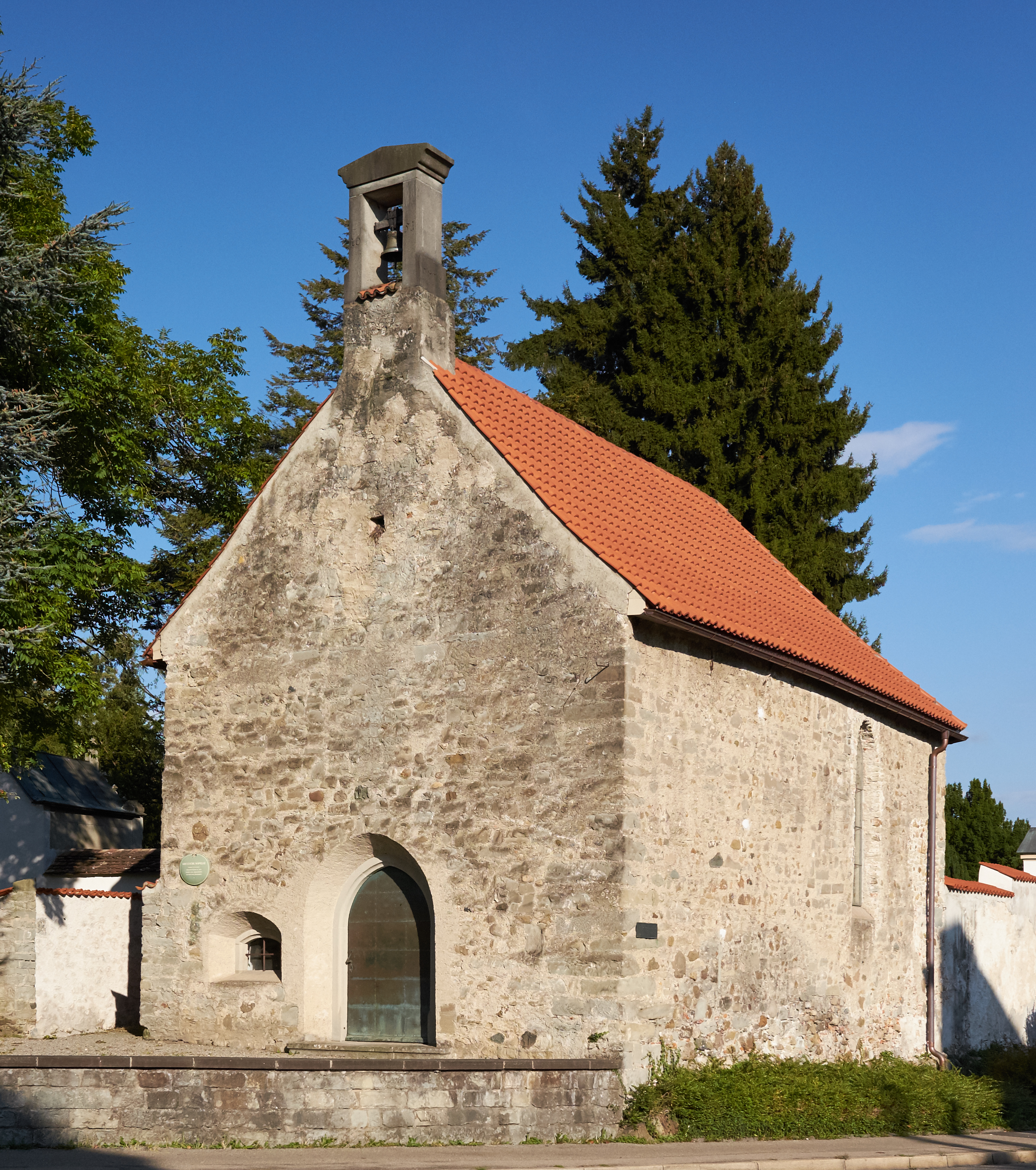
Die Krellsche Kapelle

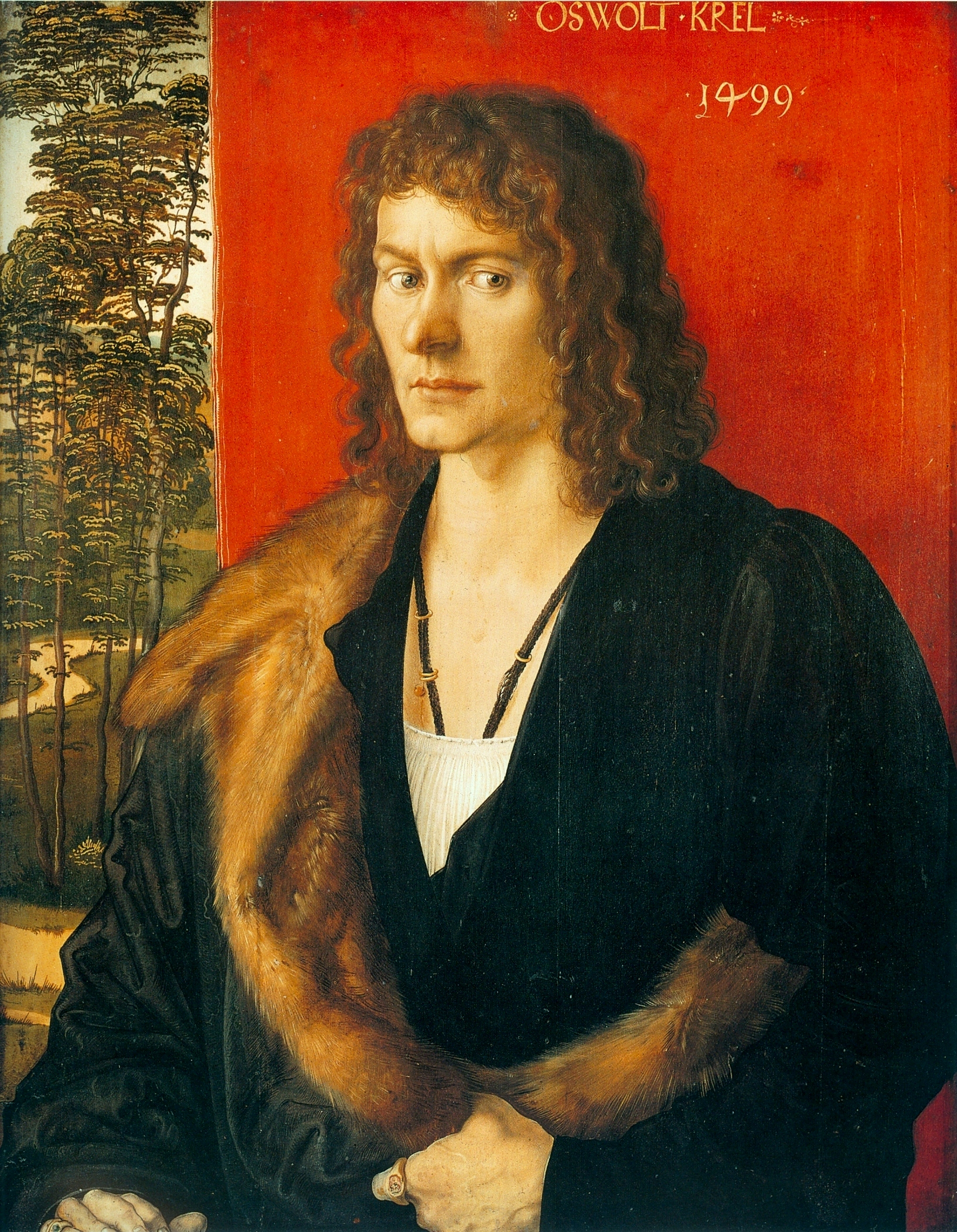
Oswolt Krel (Oswald Krell), durch ein Gemälde Dürers prominentes Mitglied der Lindauer Familie Krell

Der Alte Friedhof im Lindauer Stadtteil Aeschach, daher auch als Alter Aeschacher Friedhof bekannt, ist im Kern ein historischer Friedhof des 16. und 17. Jahrhunderts.

## Geschichte
Der Alte Friedhof verdankt seine Entstehung der Pest, die um das Jahr 1510 in der Reichsstadt Lindau wütete und zahlreiche Opfer forderte. Der auf der Lindauer Insel befindliche, damals einzige Friedhof war zweckundienlich geworden, man hatte mit kontaminiertem Wasser zu kämpfen. Deshalb hielt man nach einer neuen Begräbnisstätte vor den Toren der Stadt Ausschau; die Wahl fiel auf eine Anhöhe auf dem Lindauer Festland, die 1512 für 500 Gulden vom Stift Lindau erworben wurde. Das Areal in Aeschach verband den Vorteil der relativen Abgeschiedenheit mit gleichzeitiger guter Erreichbarkeit. Zudem befand sich benachbart die im Zerfall begriffene antike Villa eines reichen Brigantiner Bürgers, deren Steine für den Bau der Mauern und der Friedhofskapelle verwandt wurden.
Die Begräbnisgottesdienste wurden weiterhin auf der Insel in der Stephanskirche abgehalten. Der deshalb ungenutzte, 1515 erbaute Kapellenneubau diente der Patrizierfamilie Krell fortan als Grablege. Später wird die Kapelle unter dem Namen Krellsche Kapelle bekannt sein.
Andere Patrizierfamilien folgten dem Beispiel der Krells nach und ließen sich auf dem Friedhofsgelände bestatten. Es haben sich zahlreiche Ädikulä des 16. und 17. Jahrhunderts erhalten, die nach italienischem Vorbild an den Friedhofsmauern zum Schutz der teils reich ausgekleideten Familiengrüfte errichtet wurden. Mitglieder eines niedrigeren Standes wurden auf der Wiese bestattet.
Bereits knapp 100 Jahren nach Errichtung, im Jahr 1616, kämpfte der Friedhof mit Platzproblemen und konnte den Bedarf an Begräbnisfläche nicht mehr decken. So wurde eine Erweiterung nach Norden um den sogenannten Mittleren Kirchhof ins Auge gefasst. Im Zuge dessen entstand auch ein Armsünderplatz, der auf ungeweihter Erde Platz bot für verstorbene Sünder jeglicher Couleur, Nichtchristen oder ungetauft gestorbene Kleinkinder.

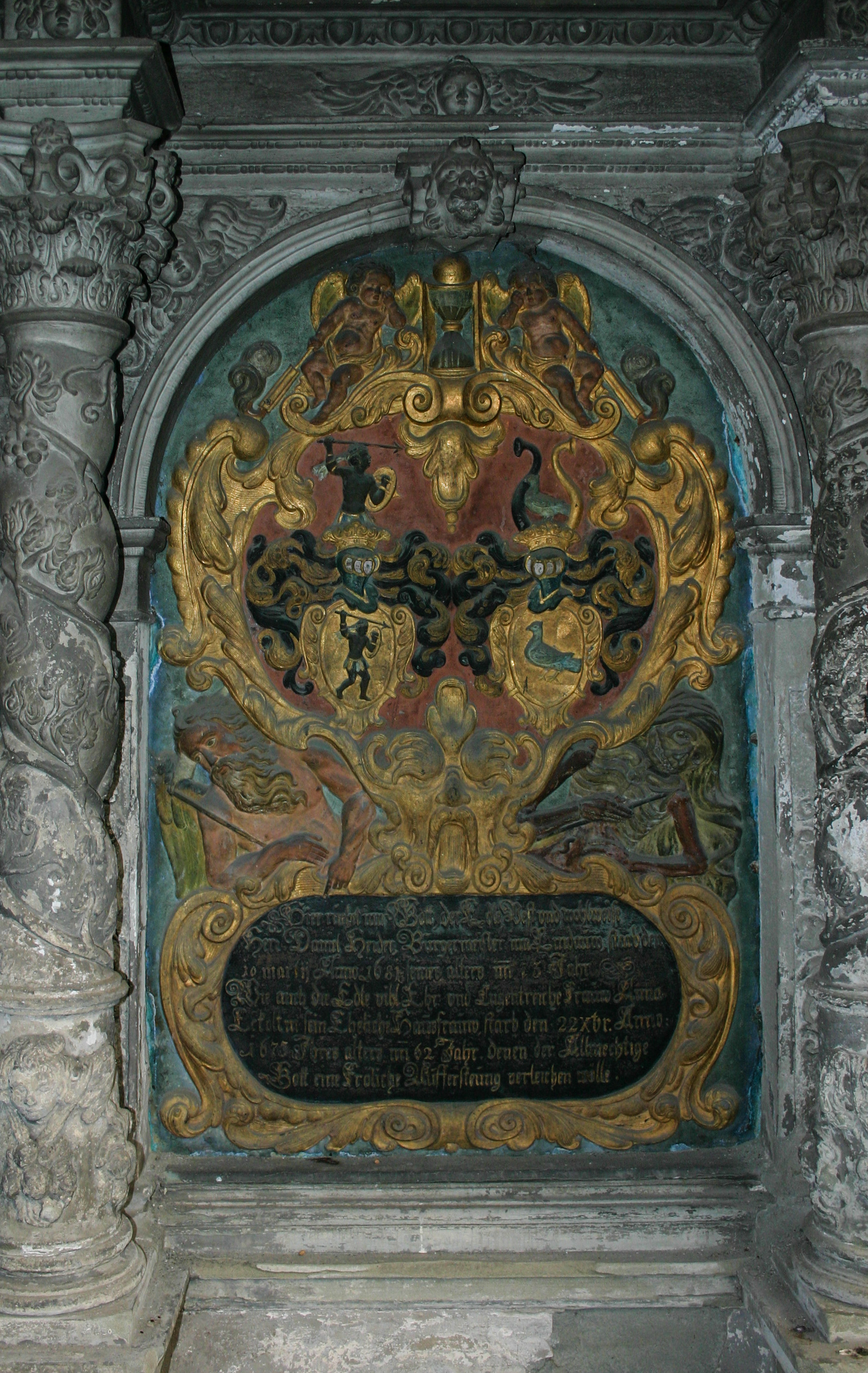
Ein prachtvoll ausgestattetes Grabmal des 17. Jahrhunderts

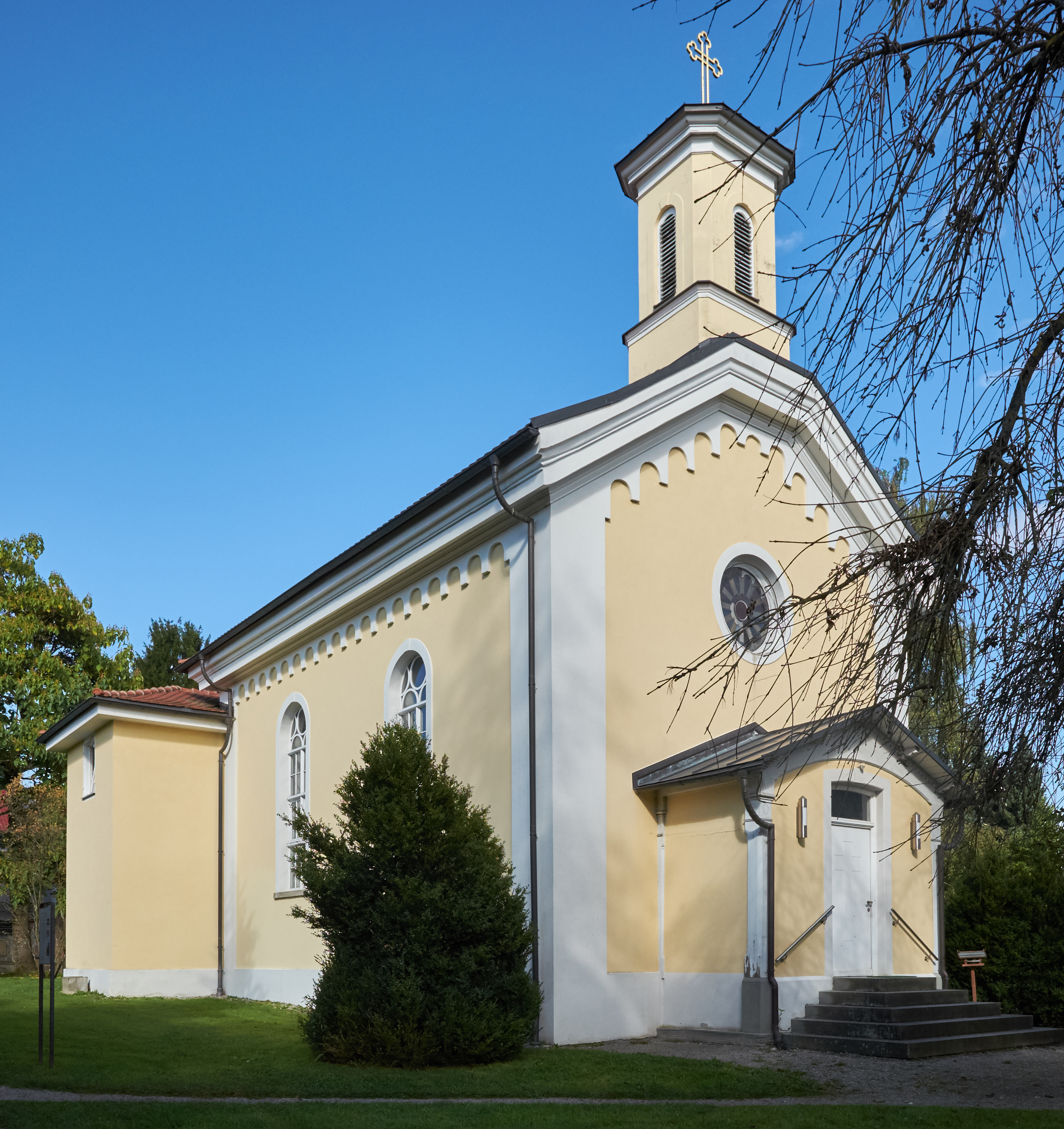
Katholische Ulrichskapelle von 1848

Die Reformation, die 1528 in Lindau Einzug gehalten hatte, brachte ein Bestattungsverbot für Katholiken mit sich, die auf die Friedhöfe benachbarter Dörfer ausweichen mussten. Doch nachdem die Reichsstadt ihre Eigenständigkeit verloren hatte und 1805 zu Bayern gekommen war, nahm die Zahl von Katholiken in Form von Beamten, Soldaten und Lehrern derart zu, dass 1826 die Einrichtung eines strikt von den evangelischen Teilen separierten katholischen Friedhofteils und später, 1848, der Bau der katholischen Ulrichskapelle vonnöten war. Um eine Bestattung von Katholiken im evangelischen Teil zu verhindern, fanden sich auch vielfach spendenbereite Bürger evangelischen Bekenntnisses, die den Bau und die Erweiterung finanziell unterstützten.
Aufgrund eines hohen Grundwasseraufkommens und der daraus resultierenden langen Ruhezeit herrschte stets Platzmangel. 1915 schließlich wurde der Alte Friedhof aufgelassen, der städtische Friedhof befindet sich seitdem am Rennerle, damals am Stadtrand gelegen.
1921 kam der Alte Friedhof von kirchlichem in städtischen Besitz. Zwanzig Jahre später, im Jahr 1941, erfolgte die Umwandlung in einen Park, nachdem die Ädikulä unter Denkmalschutz gestellt und die Reihengräber eingeebnet worden waren. Wiederum zwanzig Jahre danach verlor der Friedhof durch von offizieller Seite angeordnete „Aufräumarbeiten“ zahlreiche Totentafeln.
Der 2003 gegründete Förderverein Lindauer Kulturerbe Alter Friedhof e.V. hat sich den Erhalt des Alten Friedhofs zur Aufgabe gesetzt. Seit 2010 sind auf dem Alten Friedhof wieder Urnenbestattungen erlaubt.

## Bedeutung
Der Alte Friedhof in Lindau ist als geschützter, gut erhaltener Friedhof aus der Reformationszeit eine Seltenheit in Deutschland. Auch Einzelgrabmäler, die in ihrer reichen Ausstattung den Wohlstand und die Bedeutung des frühneuzeitlichen Lindau und seiner Bürger widerspiegeln, sind von kunstgeschichtlichem Wert. Des Weiteren kann der Friedhof zu den wenigen Friedhöfen auf deutschem Boden gezählt werden, die im Stile eines Campo Santo errichtet wurden.